# 5576 Albanese
5576 Albanese è un asteroide della fascia principale del diametro medio di circa 18,49 km. Scoperto nel 1986, presenta un'orbita caratterizzata da un semiasse maggiore pari a 2,7590691 UA e da un'eccentricità di 0,0711109, inclinata di 5,61823° rispetto all'eclittica. Fu denominato Albanese in onore di Dominique Albanese, fotografo e osservatore del telescopio Schmidt del Observatoire de la Cote d'Azur.